# Duca di Massa

Blasone dei Cybo-Malaspina

Il titolo nobiliare di Duca di Massa fu creato nel 1664 dall'imperatore Ferdinando III d'Asburgo in favore di Alberico II Cybo-Malaspina, precedentemente Principe di Massa, e sovrano dello stato apuano. Ebbero questo titolo:
1. Alberico II Cybo-Malaspina (1664-1690)
2. Carlo II Cybo-Malaspina (1690-1710), figlio del precedente
3. Alberico III Cybo-Malaspina (1710-1715), figlio del precedente
4. Alderano I Cybo-Malaspina (1715-1731), fratello del precedente
5. Maria Teresa Cybo-Malaspina (1731-1790), figlia del precedente
6. Maria Beatrice d'Este (1790-1829), figlia della precedente

Alla morte di Maria Beatrice lo stato scomparve come entità indipendente, ma il titolo è stato portato dai suoi immediati successori
1. Francesco IV di Modena (1829-1846)
2. Francesco V di Modena (1846-1875)
3. Francesco Ferdinando d'Asburgo-Este (1875-1914)

## Titolo napoleonico

Stemma del II Duca.

Il 15 agosto 1809 Napoleone I creò il titolo di Duca di Massa per Claude Ambroise Régnier (1746-1814), ministro della giustizia dell'Impero francese dal 1802 al 1813. Il titolo fu confermato da re Luigi XVIII di Franciain favore di Nicolas François Sylvestre Régnier (1783-1851), secondo duca e Pari di Francia nel 1816.
Nella successione del titolo napoleonico i duchi furono:
1. 1809-1814: Claude Ambroise Régnier (1746-1814), I duca di Massa, ministro della giustizia dell'Impero francese dal 1802 al 1813.
2. 1814-1851: Nicolas François Sylvestre Régnier (1783-1851), II duca di Massa, conte di Gronau, Pari di Francia, figlio del precedente.
3. 1851-1913: André Philippe Alfred Régnier (1837-1913), III duca di Massa, nipote del precedente.
4. 1913-1946: Jean Louis Napoléon Régnier (1875-1946), IV duca di Massa, cugino del precedente.
5. 1946-1962: André Régnier (1905-1962), V duca di Massa, figlio del precedente, senza posterità.